# 押忍!闘え!応援団
『押忍！闘え！応援団』（おす たたかえ おうえんだん）は、イニスが開発し、任天堂から2005年7月28日に発売されたニンテンドーDS向けのゲームソフトである。

## ゲーム内容
世の中の困っている人（場合によっては動物や細菌）を、どこからともなく現れる応援団達が応援することで助けるというリズムアクションゲーム。
プレイヤーは下画面のタッチスクリーンに表示されるマーカーをタイミング良く叩くことで気合いを送り、時間経過によって減り続ける気合ゲージを曲が終了するまで維持できればクリアとなる。タッチのタイミングが合っているかどうかによって評点され、その最高点は300点。あとに出現する楽曲（譜面）ほど、マーカーの数、出現スピード、気合ゲージの減少スピードなどが増加し、難易度が高くなっていく。
プレイ中、上画面では各楽曲ごとに用意されたストーリーにあわせたデモが表示される。楽曲のインターバル（プレイしない部分）では、上画面にはゲージ残量に応じてストーリーの途中経過が流され、下画面は暗転する。
なお、すべての楽曲にボーカルが収録されているが、アーティスト本人が歌唱しているのはタイアップ曲である175Rの「メロディー」のみ。
DSダウンロードプレイで配布されている体験版がプレイ可能。ただし通信対戦には人数分のカートリッジが必要となる。

## 応援団員
応援団員は全員学ランを着用しており、応援団のマークも校章のように見えるが、どこかの学生であるといった設定はなく、その正体は「応援団」という団体そのものも含め、すべてが謎に包まれている。
このゲームは「気軽に応援（イージー）」「果敢に応援（ノーマル）」「激烈に応援（ハード）」「華麗に応援（ベリーハード）」の難易度が存在し、難易度によって応援を行う人物も異なる。
一本木 龍太（いっぽんぎ りゅうた）
声：佐々木大輔
応援団のリーダーで熱血漢。ちょんまげとリーゼントが融合したような独特のヘアスタイルを通している。「果敢に応援」のプレイヤーキャラクター。
百目鬼 魁（どうめき かい）
声：鶴岡聡
応援団の頼れる団長。自分にも他人にも厳しい。入団案内で応援の心得を教えてくれる。「激烈に応援」のプレイヤーキャラクター。
田中 一（たなか はじめ）
声：石川大介
丸坊主で眼鏡をかけている。エリートコースを歩んでいた優等生らしいが、団長に出会ったその日のうちに頭を丸めて応援団に入団。「気軽に応援」のプレイヤーキャラクター。
斉藤（さいとう）
声：上別府仁資
角刈りに眼帯という容姿。「気軽に応援」「果敢に応援」「激烈に応援」で脇を固める。見た目に反して優しい性格で動物好き。
鈴木 （すずき）
声：稲村透
もみあげ付きの金髪モヒカン。斉藤と共に「気軽に応援」「果敢に応援」「激烈に応援」で脇を固める。同じく動物好きで涙もろい。ラーメン屋ステージでは味噌ラーメンを注文する。

### チアガールズ
青い長袖とミニスカートを着用し、レモン色に近い黄色のポンポンで応援するチアガールズ。彼女たちの詳細も謎に包まれている。また「みんなで応援」の上画面を見てみると、応援団たちの向こうにあるバスに彼女たちが乗車している。
雨宮 沙耶花（あめみや さやか）
声：後藤麻衣
ストレートロングヘアーの昔ながらの典型的美少女。「華麗に応援」のプレイヤーキャラクター。
神田 葵（かんだ あおい）
声：田中まや
小柄で髪型はツインテール。眼鏡をかけている。不器用であり、ドジっ娘キャラ。「華麗に応援」で脇を固める。
アンナ・リンドハースト
声：阿部幸恵
金髪でグラマラスな体型。無表情だが全く感情が無いわけではなく、最終ステージでは眼の幅ほどもある涙を流す。神田 葵と共に「華麗に応援」で脇を固める。

## 応援を求める人々

### ステージ1
花田 剛／♪「ループ&ループ（2004年）/ASIAN KUNG-FU GENERATION」 ボーカル：麻田キョウヤ
最初に応援することになる浪人生。騒がしく非協力的な家族に勉強の邪魔をされ、受験失敗を重ねている。剛を完全無視する家族に我慢の限界を迎え、応援団を呼ぶ。応援を成功させ続けると、家族も協力してきてくれるようになり、事態は好転していく。弟は後述する虎男と同じ小学校に通っており、虎男ステージにも龍二の取り巻きとして登場する。
- 登場サブキャラクター - 母、弟、父

### ステージ2
山形 幸子／♪「恋のダンスサイト（2000年）/モーニング娘。」 ボーカル：久保田薫、小林文、ヤジマユウコ、生天目真里、岡林暁奈
OLステージの主役。夕方からの会社設立100周年の祝賀会で憧れの御曹司「ジュニア」に近づけると胸を膨らませていたが、同じくジュニアを狙う先輩OLたちから大量の仕事を押しつけられて正しくシンデレラのごときピンチを迎え、応援団を呼ぶ。
途中経過ではジュニアに対して接待を行い、応援の成否で評判が変わる。
応援を成功させると先輩OL達を押しのけ、ジュニアとともにダンスを踊る。(先輩OLたちは相方が不在のまま壁際にいる)
- 登場サブキャラクター - ジュニア、先輩OL達

アナウンサー＆ビリドン／♪「ガッツだぜ!!（1995年）/ウルフルズ」 ボーカル：竹内浩明
アナウンサーは競馬場の実況を行う男性。本名は不明。
ビリドンは競走馬だが、常に最下位の順位であり、現在行っている競馬で負けると引退する予定だった。
その競馬の最中、金庫泥棒のニュースが入る。さらにはその泥棒が競馬場に乱入する前代未聞の事態となり、応援団を呼ぶ。
最初は競馬と泥棒追跡を同時に行っているが、最初の途中経過においてレースの結果が決まり、それ以降は泥棒の追跡のみが行われる。ちなみにビリドンのジョッキーが最初の途中経過直後に振り落とされているが、ゴール後のため競馬の結果に支障は無い。
なお、競馬ステージで応援団を呼ぶのはアナウンサーだが、実際に応援を受けるのはビリドンの方である。またステージ選択を行うマップ上ではビリドンが表示されている。
アナウンサーは他のステージにおいても登場し、ラーメン屋の客など出演回数も多く台詞も多い。
- 登場サブキャラクター - ビリドン(馬)、ドロボー、ビリドンのジョッキー、競争相手の競走馬とジョッキー達

祭田 新（新ちゃん）／♪「メロディー/175R」 ボーカル：175R
祭ステージの主役である「お祭り男」。夕日町にて行われている夕日祭において、お志津に対してプロポーズを計画しているが、「お義父さん」（お志津の父親）からは結婚の許しをもらえていない。そのため、お志津との結婚を賭けて夕日祭のメインイベントである、神輿を担いだ状態で競争を行う「大みこしレース」で「お義父さん」と対決することになる。
イントロにて仲間が全員逃げ出したため、最初は一人で担いで神輿を引きずる形で競争を行っているが、応援を成功させ続けると次々に協力者が集まり、新ちゃん自身は神輿の上に乗り応援に回る。
応援を成功すると「お義父さん」に勝ち、プロポーズも成功。2人で神輿の上に乗り、男泣きする「お義父さん」たちに担がれて町内を歩き回る。
ラストステージでは、お志津との間に生まれた子供と共に登場する。後に2人の子供は次回作にて成長した姿で登場。「タクヤ」という名前を付けられ、ストーリー上での最終ステージでは重要な立場となる。
イントロでは応援団は出店を手伝っている。(プレイヤーキャラクターはクレープ、斉藤･神田はお好み焼き、鈴木･アンナは焼きそばを担当している。)
- 登場サブキャラクター - お志津、お志津の父、女子大生たち、八百屋の人たち、外人たち

### ステージ3
田中 ヤスシ／♪「リンダリンダ（1987年）/THE BLUE HEARTS」 ボーカル：島田大作 (Benvenuts)
ラーメン屋の主人でラーメンステージの主役。通称タン・ヤオ。閑古鳥が鳴く自分の店を立て直すために応援団を呼び、奮起する。調理中に使う怪しげな謎の拳法と、中国人口調の決め台詞が特徴。ラーメン屋なのだが、肝心のラーメンの代金は一杯100円と非常に安く、ラーメン以外のほうが200～300円台と高く設定されている。またメニューの中には「うんちく」というものがあり、料金は鈴木の頭に隠れていて不明。
応援を成功させ続けると少しずつ客が増えていき、最終的には5㎞もの大行列を作る超人気店となる。
イントロでは応援団はミソラーメンを注文しようとしており、チアガールズ達は既に食べている最中である。
- 登場サブキャラクター - ネコ、客たち

水谷 弘／♪「熱き鼓動の果て（2002年）/B'z」 ボーカル：木村徹志
学校ステージの主役の熱血教師。新しく転任してきた「清楚女学院」で生徒と絆を作ろうとするが、熱血な性格が災いして煩わしく思われており、なんとか生徒と絆を結ぼうと応援を受けて奮闘することになる。
なお、このステージで応援を受けるのは水谷先生よりも女子大生たちの方であり、気合ゲージが溜まると女子大生たちの勢いに水谷先生が負け始める。
- 登場サブキャラクター - 女子大生たち

虎男／♪「スリル（1995年）/布袋寅泰」 ボーカル：竹内浩明
学校ステージの主役何をやっても平凡な小学生。同じクラスのアイドルであるわかなにアタックするが、その途中でライバルの龍二に割り込まれドッジボールで1対1の勝負をすることになり、遅れて自分がピンチであることに気づき、応援団を呼ぶ。応援を成功させ続けると、途中経過においてドッジボールで有利になり、わかなが次第に惚れていく（隣にいる女子が引くほど）が、失敗すると逆に冷たい視線と罵声を浴びせられる。
- 登場サブキャラクター - わかな、龍二

風林静山／♪「ココロオドル（2004年）/nobodyknows+」 ボーカル：BUGASHMAN、CANTAMAN、MOSS、MOUSE-P、SAUSEN
陶芸ステージの主役。一ヶ月後に控える個展に向けて作品を制作中。しかし現在スランプに陥っており、埴輪のような駄作ばかり作ってしまっている。何とか自力で奮起しようとするが、2度目の駄作で限界を迎え、応援団を呼ぶ。
イントロでは応援団はすぐ近くで壺を作っている。キャラクターによって壺の口の長さが変わり、百目鬼の制作した壺は口が非常に長い。
学校ステージにおいても登場し、ドッジボールのボールが壺に当たって割られる（実際にステージ選択のマップ上では学校が自宅の隣にある）。
『2』の旅館ステージにてゲスト出演し、今作にて一回のみ言った「ビッグバン」を何かと連呼する。
なお、本作と次作の芸術に関するステージではイントロ部分で応援団がいつの間にかすぐ近くにいたということになっている。
- 登場サブキャラクター - 弟子、ラッパーほか

### ステージ4
飯島 栄作／♪「大切なもの（2002年）/ロードオブメジャー」 ボーカル：NoB
選挙ステージの主役。市長の座を賭けて同じ立候補者のJ山K吾と闘うことになる。下画面の背景であるMMK-TVの選挙速報によると、獲得票数はJ山K吾857人、飯島栄作602人である。
なお、J山K吾は選挙法に違反した行為を行っていたらしく（特に2つ目の途中経過で行われる車を衝突させる行為は演説の妨害であり、公職選挙法における自由妨害罪にあたる）、応援を成功させると後述するジョーとダンの警察官コンビに逮捕され、対立候補が不在となり市長への就任が決定する。
- 登場サブキャラクター - J山K吾

クレオパトラ／♪「狙いうち（1973年）/山本リンダ」 ボーカル：久保田薫
古代ステージの主役で女王。かつては絶世の美女だったが、現状は肥満体。アントニーという恋人がおり、現在の肥満体の姿を見られてはフラれると危機感を抱く。ピラミッドパワーで痩せようと思い立ち、ピラミッドを早く造営するため、はるかな未来（それも国外）から応援団を呼び寄せる。
本人も雨ごいや日照りの儀式を行うなど、女王としての力も持っている。
最終ステージを成功させた後のムービーの一場面とスタッフロールに入る前のイラストでは常にピラミッドパワーで痩せた絶世の美女の姿をしている。
杉山 コウジ／♪「One Night Carnival（2001年）/氣志團」 ボーカル：今井景 (South 2 Camp)
バイオリニスト。電車ステージの主役。大事な演奏会に向かう途中の電車内で腹痛を起こす。事前に「善玉ドリンク」というドリンクを購入しており、服用したが腹痛がさらに悪化。腹痛の為か細い声で応援団を呼ぶ。
応援団を呼ぶのは杉山だが、実際に応援を受けるのは体内の善玉菌である。
- 登場サブキャラクター - 善玉菌、悪玉菌

### ステージ5
石田 徹／♪「Over The Distance（2001年）/矢井田瞳」 ボーカル：川島亜矢子
バイク事故によって亡くなった青年。最後にケンカしたままの妻に愛していると伝えるため天使に懇願し、3時間だけ地上に戻れることになる。
感動ものなので、マーカーを叩く時の効果音が他の曲と異なる。応援団も空気をよんでか、イントロや応援中における「押忍！」「行くぜェ！参、弐、壱、それ！」などの掛け声が無く、ほかのステージに比べて静かに応援する。
どの難易度にも共通して最後にハート型のフレーズマーカーがあり、以後シリーズの感動ものには全難易度共通のアレンジされたフレーズマーカーが出現し、必ず12ステージに位置している。
なお、ラストステージにも妻のそばに登場している。

### ステージ6
田村 一郎／♪「太陽が燃えている（1995年）/THE YELLOW MONKEY」 ボーカル：柳迫満
冴えないサラリーマンで、怪獣ステージの主役。突如現れたネズミ型巨大生物に娘が襲われそうになったため、唐突に謎の巨大化を行い、ネズミ型巨大生物に戦いを挑む。
応援に成功するとネズミ型巨大生物を倒すことに成功し、巨大化したまま会社に出勤する。
ジョー＆ダン／♪「上海ハニー（2003年）/ORANGE RANGE」 ボーカル：BUGASHMAN、CANTAMAN、MOSS、MOUSE-P、SAUSEN、mimi、アカサナジャー
ポリスメンステージの主役。特に事件もなく暇な日常を送っていたところ、突如UFOで飛来して来たロボットの大群にたった2人で立ち向かう。選挙ステージのラストの部分にも一瞬だけ登場する。

### ステージ7
地球／♪「READY STEADY GO（2004年）/L'Arc〜en〜Ciel」 ボーカル：木村徹志
ラストステージ。平和を望み、緑豊かな自然が永遠に続くと信じる者が住む星。しかし突如現れた巨大隕石があと4分で激突することが判明する。地球を救うため全世界の人たちが力を合わせて地球にエールを送ることになる。

## 悪役
先輩OLたち
OLステージの悪役。御曹司であるジュニアを狙い、後輩である山形に大量の仕事を押し付けるなど、シンデレラの姉達のような悪役。最終的にジュニアを山形に持っていかれ、相方不在のままパーティを過ごした。
ドロボー
競馬場ステージの悪役で、金庫破りを行った泥棒。バイクで競馬場に乱入し、ビリドンに追いかけられる。スケボー･ジェットスキーなどを、背中に盗品を背負ったまま操縦するなど、身体能力は高い。最終的にビリドンの後ろ蹴りで倒され、逮捕される。
龍二
学校ステージの悪役で、虎男にドッジボール勝負を仕掛ける。最終的に虎男の必殺技を喰らって天まで吹っ飛ばされる。
悪玉菌
電車ステージの悪役。腹痛を起こしている原因。善玉菌によって駆逐される。
J山K吾
選挙ステージの悪役。露出の多い美女たちで人気を誘い、「アフロ缶」なるスプレーで人々を洗脳する。最後には選挙法違反で逮捕される。
巨大怪獣 ねずみ
怪獣ステージに登場する巨大なネズミ。行動目的は不明。途中経過において名刺を差し出すが、どこに名刺を持っていたのかは謎。
ロボット軍団
ポリスメンステージに登場するロボット。UFOに乗ってやって来た。胸部に「水濡厳禁」｢500Kw｣と明記されている。人を消滅させる電撃のような攻撃を行う。行動目的は不明。
巨大隕石
最終ステージに登場する巨大隕石で、本作のラストボス的存在。

## 難易度
気軽に応援
新入団員の田中一がメインとなるモード。マーカーのスピードはそれほど速くなく、ミスを乱発しなければクリアは容易である。
果敢に応援
応援団のリーダー、一本木龍太がメインとなるモード。「気軽に応援」に比べるとマーカーの出現する量やスピードが増える。裏拍が多い。
激烈に応援
「果敢に応援」をクリアすることで選べるようになる。団長の百目鬼魁がメインとなるモード。マーカーの出現が非常に速い。後半はパーフェクトでもゲージに余裕がなく、ワンミスが命取りになることもある。
華麗に応援
「激烈に応援」をクリアすることで選べるようになる。チアガールズが応援するモード。団長でクリアできた人へのおまけ要素。譜面は「激烈に応援」の点対称譜面（一部違いあり）。マーカーが小さくなり、出現時間がかなり短い。ユニフォームの色の関係で最初のステージからかなり難しくなっている。

## 格付
下から順に「かけだし団員」「半人前」「期待のルーキー」「盛り上げ上手」「一丁前」「精鋭団員」「頼れるリーダー」「我が町の誇り」「エールの鬼」「根性の伝道師」「救世主」「気合神」となる。なお、続編の『燃えろ!熱血リズム魂 押忍!闘え!応援団2』では、「気合神」の上の「本格リズム馬鹿」がある。

## 評価
発売直後は売り上げで苦戦したが、音楽ゲームとしての完成度の高さといわゆる「バカゲー」としてのストーリー展開の面白さが口コミで次第に評判となり日本国外でも高い評価を受けたことから、設定を日本国外向けにローカライズした『Elite Beat Agents』が2006年から2007年にかけて北米・オセアニア・ヨーロッパ・韓国で発売され、日本では2007年5月17日に続編の『燃えろ!熱血リズム魂 押忍!闘え!応援団2』が発売された。

## 開発
イニスの企画会議でニンテンドーDSの2画面やタッチスクリーンを使用した企画の話になり、以前から考案されていた応援団が題材になった。イラストを描く際には、『魁!!男塾』や『北斗の拳』、島本和彦の漫画といった、いわゆる「熱血マンガ」が参考にされた。2画面でシステムと演出がわけられるのはよかったが、プレイヤーは1画面しか集中できないため、試行錯誤した結果インターバルでは下画面に何も表示しないことになった。当初は下画面には応援団の待機ポーズを表示していたが、やはり気になってしまうため、上画面に意識を集中させてゲームの流れに変化を持たせるようにした。応援団の動きなどは、スーパーバイザーである真下雅彦の、元応援団長の上司の母校で取材を行い、応援を見学したりモーションキャプチャーを頼んだりした。

## Elite Beat Agents（日本国外版）
- エリート・ビート・エージェントを参照。